# Bellot (cràter)
Bellot és un petit cràter d'impacte de la Lluna que es troba a la vora sud-oest de la Mare Fecunditatis, entre els cràters Goclenius (al nord-oest) i Crozier (al sud-est). Al sud-oest es troba el cràter Colombo, i a l'oest apareix el cràter Magelhaens.

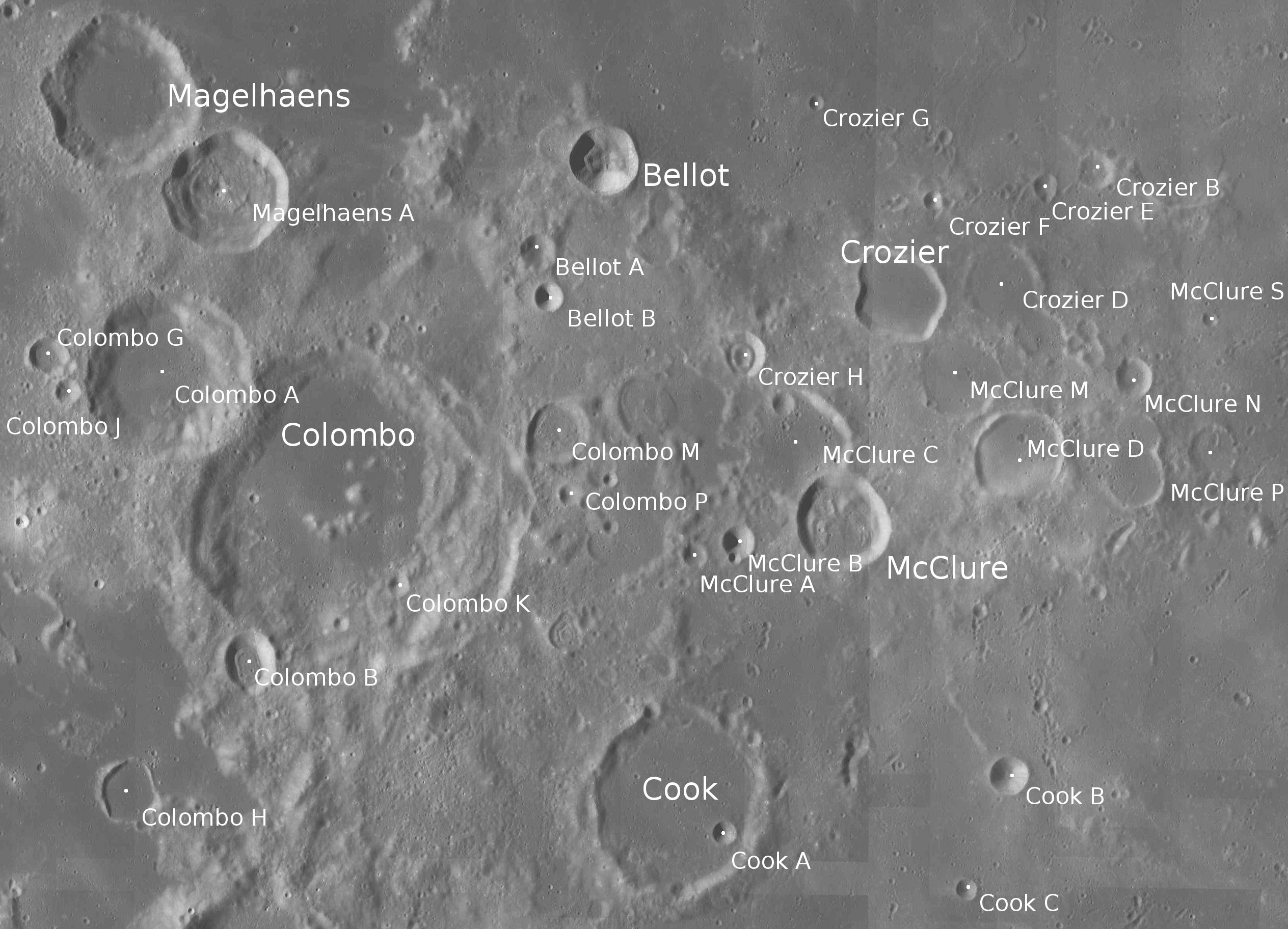
Localització de Bellot (centre superior de la imatge)
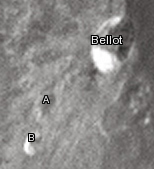
Cràters satèl·lit
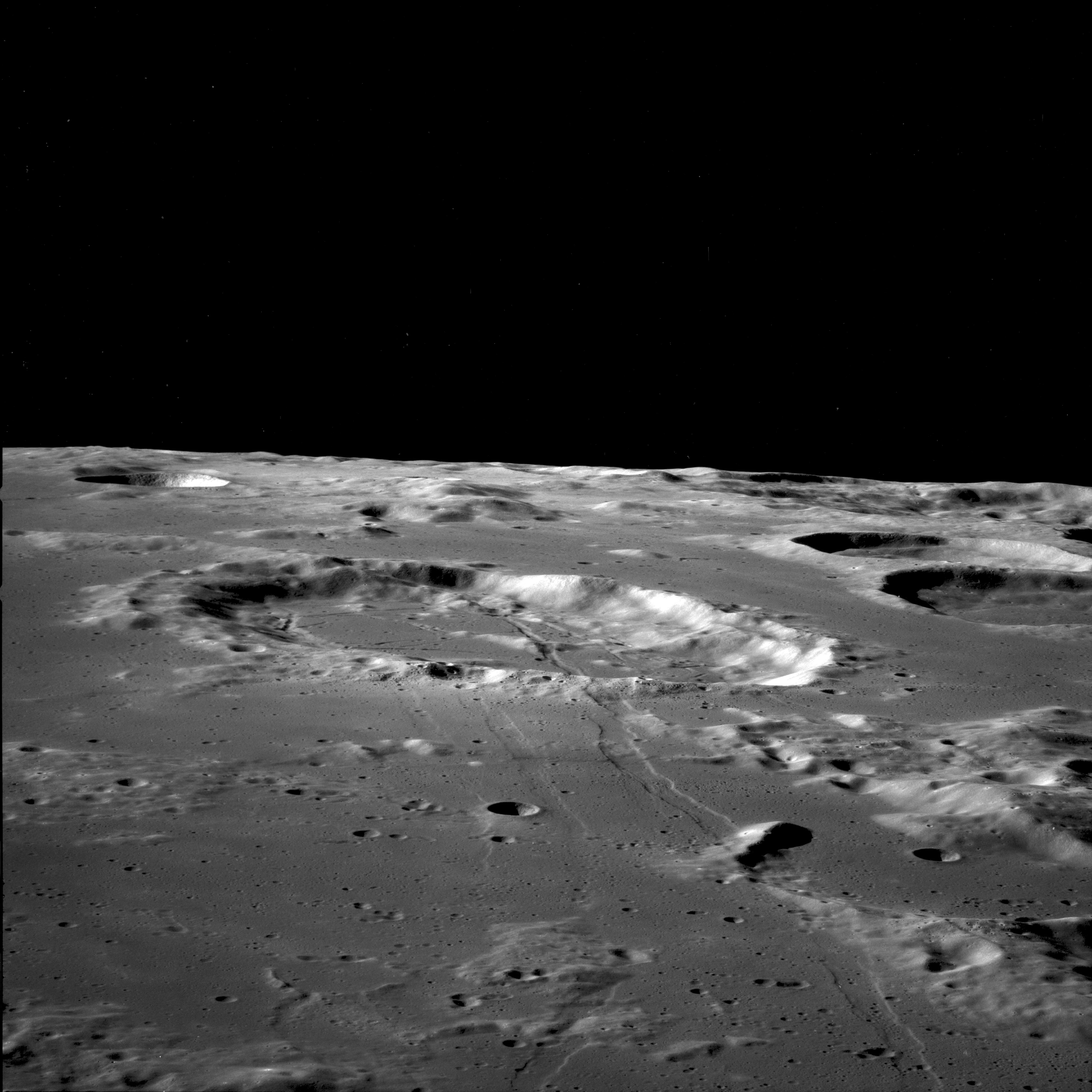
Rodalies de Bellot, amb el cràter Goclenius al centre

Aquest cràter és circular, amb forma de bol i amb una petita plataforma interior. Els seus costats interiors s'inclinen cap al centre amb suavitat. Les parets interiors tenen una albedo més alta que la mar lunar propera.

## Cràters satèl·lit
Per convenció aquests elements són identificats en els mapes lunars posant la lletra en el costat del punt central del cràter que està més proper a Bellot.
| Bellot | Coordenades                          | Diàmetre |
| ------ | ------------------------------------ | -------- |
| A      | 13° 24′ S, 47° 42′ E / 13.4°S,47.7°E | 8 km     |
| B      | 13° 30′ S, 47° 48′ E / 13.5°S,47.8°E | 7 km     |